# Mariakapel (Borne)
De Mariakapel in Borne is een aan Maria gewijd bedehuis aan de Koppelsbrink in Borne.

## Beschrijving
De Mariakapel in Borne staat op de plek waar vroeger de begraafplaats bij de waterstaatskerk was die hier heeft gestaan. De kapel is gebouwd in 1957 naar het ontwerp van de Bornse kunstenaar Herman Liedenbaum. Het bakstenen gebouw is vormgegeven in een romaanse stijl. Met behulp van Bentheimer zandsteen zijn decoratieve elementen aangebracht. Het Mariabeeld in het midden van de kapel komt uit het Duitse Vreden. De glas in loodramen in de kapel hebben afbeeldingen van de annunciatie en van de geboorte van Christus. Het park en de kapel worden onderhouden door buurtbewoners. In de maand mei is er elke dinsdagavond meilof.